# Liste der Baudenkmale in Zetel
In der Liste der Baudenkmale in Zetel sind die Baudenkmale der niedersächsischen Gemeinde Zetel und ihrer Ortsteile aufgelistet. Der Stand der Liste ist der 11. August 2022. Die Quelle der Baudenkmale ist der Denkmalatlas Niedersachsen.

## Allgemein
In den Spalten befinden sich folgende Informationen:
- Lage: die Adresse des Baudenkmales und die geographischen Koordinaten. Kartenansicht, um Koordinaten zu setzen. In der Kartenansicht sind Baudenkmale ohne Koordinaten mit einem roten Marker dargestellt und können in der Karte gesetzt werden. Baudenkmale ohne Bild sind mit einem blauen Marker gekennzeichnet, Baudenkmale mit Bild mit einem grünen Marker.
- Bezeichnung: Bezeichnung des Baudenkmales
- Beschreibung: die Beschreibung des Baudenkmales. Unter § 3 Abs. 2 NDSchG werden Einzeldenkmale und unter § 3 Abs. 3 NDSchG Gruppen baulicher Anlagen und deren Bestandteile ausgewiesen.
- ID: die Objekt-ID des Baudenkmales
- Bild: ein Bild des Baudenkmales, ggf. zusätzlich mit einem Link zu weiteren Fotos des Baudenkmals im Medienarchiv Wikimedia Commons. Wenn man auf das Kamerasymbol klickt, können Fotos zu Baudenkmalen aus dieser Liste hochgeladen werden:

## Zetel

### Gruppe: Hofanlage
Baudenkmal (Gruppe):

| Lage                                            | Bezeichnung | Beschreibung | ID       | Bild |
| ----------------------------------------------- | ----------- | ------------ | -------- | ---- |
| Blauhander Straße 60 53° 26′ 41″ N, 8° 1′ 22″ O | Hofanlage   |              | 35670534 | BW   |

Baudenkmale (Einzeln):

| Lage                                            | Bezeichnung | Beschreibung | ID       | Bild |
| ----------------------------------------------- | ----------- | ------------ | -------- | ---- |
| Blauhander Straße 60 53° 26′ 41″ N, 8° 1′ 22″ O | Gaststätte  |              | 35698340 | BW   |
| Blauhander Straße 60 53° 26′ 41″ N, 8° 1′ 21″ O | Scheune     |              | 35698369 | BW   |

### Gruppe: Kirche Zetel
Baudenkmal (Gruppe):

| Lage                        | Bezeichnung                 | Beschreibung | ID       | Bild           |
| --------------------------- | --------------------------- | ------------ | -------- | -------------- |
| 53° 25′ 23″ N, 7° 58′ 16″ O | Ev. luth. Kirche St. Martin |              | 35670601 | Weitere Bilder |

Baudenkmale (Einzeln):

| Lage                                   | Bezeichnung | Beschreibung | ID       | Bild |
| -------------------------------------- | ----------- | ------------ | -------- | ---- |
| Westerende 53° 25′ 22″ N, 7° 58′ 16″ O | Kirche      |              | 35700091 | BW   |
| Westerende 53° 25′ 23″ N, 7° 58′ 17″ O | Friedhof    |              | 35697996 | BW   |

### Gruppe: Kriegerdenkmale Dammstraße
Baudenkmal (Gruppe):

| Lage                       | Bezeichnung                | Beschreibung | ID       | Bild |
| -------------------------- | -------------------------- | ------------ | -------- | ---- |
| 53° 25′ 14″ N, 7° 58′ 6″ O | Kriegerdenkmale Dammstraße |              | 35670568 | BW   |

Baudenkmale (Einzeln):

| Lage                                  | Bezeichnung    | Beschreibung | ID       | Bild |
| ------------------------------------- | -------------- | ------------ | -------- | ---- |
| Dammstraße 53° 25′ 15″ N, 7° 58′ 5″ O | Kriegerdenkmal |              | 35699614 | BW   |
| Dammstraße 53° 25′ 14″ N, 7° 58′ 5″ O | Kriegerdenkmal |              | 35699589 | BW   |
| Dammstraße 53° 25′ 14″ N, 7° 58′ 6″ O | Kriegerdenkmal |              | 35699564 | BW   |

### Baudenkmale (Einzeln)
| Lage                                               | Bezeichnung              | Beschreibung               | ID       | Bild |
| -------------------------------------------------- | ------------------------ | -------------------------- | -------- | ---- |
| Ellens 26 53° 26′ 59″ N, 8° 0′ 27″ O               | Wohn-/Wirtschaftsgebäude |                            | 35698398 | BW   |
| Osterende 126 53° 25′ 58″ N, 7° 59′ 15″ O          | Gulfscheune              |                            | 35697930 | BW   |
| Osterende 126 53° 25′ 57″ N, 7° 59′ 15″ O          | Wohnhaus                 |                            | 35700066 | BW   |
| Dorfstraße 28 53° 25′ 31″ N, 8° 0′ 11″ O           | Gulfhaus                 |                            | 35698286 | BW   |
| Dorfstraße 30 53° 25′ 24″ N, 8° 0′ 16″ O           | Gulfhaus                 |                            | 35698312 | BW   |
| Dorfstraße 21 53° 25′ 16″ N, 8° 0′ 3″ O            | Schule                   |                            | 35698262 | BW   |
| Bohlenberger Straße 2 53° 25′ 14″ N, 7° 58′ 3″ O   | Gasthaus                 |                            | 35699637 | BW   |
| Bohlenberger Straße 24 53° 25′ 12″ N, 7° 58′ 6″ O  | Gulfhaus                 |                            | 35699541 | BW   |
| Westerende 10 53° 25′ 21″ N, 7° 58′ 12″ O          | Wohn-/Wirtschaftsgebäude |                            | 35700154 | BW   |
| Westerende 17 53° 25′ 20″ N, 7° 58′ 15″ O          | Wohnhaus                 |                            | 35700179 | BW   |
| Kirchstraße 16 53° 25′ 23″ N, 7° 58′ 21″ O         | Gulfhaus                 |                            | 35699863 | BW   |
| Kirchstraße 10 53° 25′ 21″ N, 7° 58′ 21″ O         | Gulfhaus                 |                            | 35699833 | BW   |
| Kirchstraße 23 53° 25′ 22″ N, 7° 58′ 22″ O         | Gulfhaus                 |                            | 35699887 | BW   |
| Kirchstraße 25 53° 25′ 22″ N, 7° 58′ 25″ O         | Pfarrhaus                |                            | 35699242 | BW   |
| Kirchstraße 4 53° 25′ 17″ N, 7° 58′ 23″ O          | Gulfhaus                 |                            | 35699785 | BW   |
| Eschstraße 11 53° 25′ 23″ N, 7° 57′ 20″ O          | Gulfhaus                 |                            | 35699711 | BW   |
| Horster Straße 40 53° 25′ 13″ N, 7° 57′ 17″ O      | Wohn-/Wirtschaftsgebäude |                            | 35699737 | BW   |
| Bohlenberger Straße 15 53° 25′ 10″ N, 7° 58′ 14″ O | Wohnhaus                 |                            | 35699520 | BW   |
| Kronshausen 25 53° 25′ 3″ N, 7° 57′ 51″ O          | Wohn-/Wirtschaftsgebäude |                            | 35699913 | BW   |
| Neuenburger Straße 15 53° 24′ 57″ N, 7° 58′ 12″ O  | Gulfhaus                 |                            | 35699969 | BW   |
| Ohrbült 9 53° 25′ 5″ N, 7° 58′ 24″ O               | Gulfhaus                 |                            | 35700039 | BW   |
| Jacob-Borchers-Straße 7 53° 25′ 9″ N, 7° 58′ 28″ O | Wohnhaus                 |                            | 35699761 | BW   |
| Bahnhofstraße 24 53° 24′ 55″ N, 7° 58′ 26″ O       | Empfangsgebäude          | Bahnhof Zetel              | 35699135 | BW   |
| Bahnhofstraße 18 53° 24′ 57″ N, 7° 58′ 26″ O       | Villa                    | Villa Lonecke              | 35699497 | BW   |
| Bahnhofstraße 18 53° 24′ 57″ N, 7° 58′ 24″ O       | Park                     | Villa Lonecke              | 35697799 | BW   |
| Neuenburger Straße 7 53° 25′ 2″ N, 7° 58′ 20″ O    | Wohnhaus                 | Haus Meinen (Blaufärberei) | 35699938 | BW   |
| Fuhrenkampstraße 39 53° 24′ 5″ N, 7° 55′ 24″ O     | Schafstall               |                            | 35698475 | BW   |
| Fuhrenkampstraße 66 53° 24′ 2″ N, 7° 55′ 1″ O      | Wohn-/Wirtschaftsgebäude |                            | 35698451 | BW   |
| Heidschnuckenweg 15 53° 25′ 20″ N, 7° 54′ 52″ O    | Gulfhaus                 |                            | 35698185 | BW   |

## Neuenburg

### Gruppe: Rutteler Mühle
Baudenkmal (Gruppe):

| Lage                                              | Bezeichnung    | Beschreibung | ID       | Bild           |
| ------------------------------------------------- | -------------- | ------------ | -------- | -------------- |
| Friedeburger Straße 2 53° 23′ 28″ N, 7° 55′ 54″ O | Rutteler Mühle |              | 35670634 | Weitere Bilder |

Baudenkmale (Einzeln):

| Lage                                              | Bezeichnung | Beschreibung                 | ID       | Bild |
| ------------------------------------------------- | ----------- | ---------------------------- | -------- | ---- |
| Friedeburger Straße 2 53° 23′ 28″ N, 7° 55′ 53″ O | Gulfhaus    | Gulfhaus (Müllerhaus Ruttel) | 35699469 | BW   |
| Friedeburger Straße 2 53° 23′ 29″ N, 7° 55′ 56″ O | Windmühle   | Rutteler Mühle               | 35699437 | BW   |
| Friedeburger Straße 2 53° 23′ 29″ N, 7° 55′ 57″ O | Sägewerk    |                              | 35699024 | BW   |

### Gruppe: Schlossanlage Neuenburg
Baudenkmal (Gruppe):

| Lage                        | Bezeichnung             | Beschreibung      | ID       | Bild |
| --------------------------- | ----------------------- | ----------------- | -------- | ---- |
| 53° 23′ 21″ N, 7° 56′ 55″ O | Schlossanlage Neuenburg | Schloss Neuenburg | 35670653 |      |

Baudenkmale (Einzeln):

| Lage                                      | Bezeichnung | Beschreibung | ID       | Bild |
| ----------------------------------------- | ----------- | ------------ | -------- | ---- |
| Schlossgang 1 53° 23′ 21″ N, 7° 56′ 56″ O | Schloss     |              | 35698551 | BW   |
| Schlossgang 1 53° 23′ 21″ N, 7° 56′ 57″ O | Park        |              | 35698948 | BW   |
| Schlossgang 1 53° 23′ 23″ N, 7° 56′ 57″ O | Graft       |              | 35697840 | BW   |
| Schlossgang 1 53° 23′ 22″ N, 7° 57′ 1″ O  | Allee       |              | 35698091 | BW   |

### Gruppe: Bahnhof Neuenburg
Baudenkmal (Gruppe):

| Lage                                   | Bezeichnung       | Beschreibung | ID       | Bild |
| -------------------------------------- | ----------------- | ------------ | -------- | ---- |
| Zum Bahnhof 53° 23′ 16″ N, 7° 57′ 2″ O | Bahnhof Neuenburg |              | 35670689 | BW   |

Baudenkmale (Einzeln):

| Lage                                       | Bezeichnung     | Beschreibung | ID       | Bild |
| ------------------------------------------ | --------------- | ------------ | -------- | ---- |
| Zum Bahnhof 6/8 53° 23′ 16″ N, 7° 57′ 1″ O | Nebengebäude    |              | 42799614 | BW   |
| Zum Bahnhof 6/8 53° 23′ 16″ N, 7° 57′ 2″ O | Wohnhaus        |              | 42422600 | BW   |
| Zum Bahnhof 10 53° 23′ 16″ N, 7° 57′ 1″ O  | Toilette        |              | 35698979 | BW   |
| Zum Bahnhof 10 53° 23′ 15″ N, 7° 57′ 2″ O  | Empfangsgebäude |              | 35698810 | BW   |

### Baudenkmale (Einzeln)
| Lage                                                | Bezeichnung              | Beschreibung      | ID       | Bild |
| --------------------------------------------------- | ------------------------ | ----------------- | -------- | ---- |
| Urwaldstraße 39 53° 23′ 26″ N, 7° 57′ 29″ O         | Villa                    | Villa Münchhausen | 35698633 | BW   |
| Urwaldstraße 39 53° 23′ 25″ N, 7° 57′ 28″ O         | Garten                   |                   | 35698022 | BW   |
| Urwaldstraße 4 53° 23′ 24″ N, 7° 57′ 11″ O          | Wohn-/Wirtschaftsgebäude |                   | 35698583 | BW   |
| Urwaldstraße 18 53° 23′ 22″ N, 7° 57′ 18″ O         | Wohn-/Wirtschaftsgebäude |                   | 35698608 | BW   |
| Urwaldstraße 20 53° 23′ 22″ N, 7° 57′ 20″ O         | Wohnhaus                 |                   | 42073252 | BW   |
| Lindenstraße 1 53° 23′ 21″ N, 7° 57′ 10″ O          | Wohnhaus                 |                   | 35698500 | BW   |
| Westersteder Straße 1 53° 23′ 19″ N, 7° 57′ 6″ O    | Wohn-/Geschäftshaus      |                   | 35699049 | BW   |
| Zum Bahnhof 3 53° 23′ 16″ N, 7° 57′ 4″ O            | Wohnhaus                 |                   | 35698785 | BW   |
| Westersteder Straße 15 53° 23′ 15″ N, 7° 57′ 13″ O  | Wohnhaus                 |                   | 35698711 | BW   |
| Westersteder Straße 14 53° 23′ 9″ N, 7° 57′ 14″ O   | Fabrikgebäude            |                   | 35698684 | BW   |
| Urwaldstraße 59 53° 23′ 31″ N, 7° 57′ 47″ O         | Wohn-/Wirtschaftsgebäude |                   | 35698659 | BW   |
| Westersteder Straße 28 53° 23′ 3″ N, 7° 57′ 10″ O   | Gulfhaus                 |                   | 35698735 | BW   |
| Zollweg 21 53° 23′ 13″ N, 7° 54′ 32″ O              | Wohn-/Wirtschaftsgebäude |                   | 35698895 | BW   |
| Westersteder Straße 34 53° 22′ 45″ N, 7° 57′ 15″ O  | Wohn-/Wirtschaftsgebäude |                   | 35698760 | BW   |
| Westersteder Straße 36 53° 22′ 38″ N, 7° 57′ 15″ O  | Wohn-/Wirtschaftsgebäude |                   | 35698213 | BW   |
| Astede 61 53° 22′ 44″ N, 7° 57′ 38″ O               | Gulfhaus                 |                   | 35700208 | BW   |
| Tarbarger Landstraße 19 53° 21′ 29″ N, 7° 56′ 10″ O | Wohn-/Wirtschaftsgebäude |                   | 35698138 | BW   |